# Saint-Bonnet-la-Rivière
Saint-Bonnet-la-Rivière – miejscowość i gmina we Francji, w regionie Nowa Akwitania, w departamencie Corrèze. Nazwa miejscowości pochodzi od imienia św. Boneta.
Według danych na rok 1990 gminę zamieszkiwało 327 osób, a gęstość zaludnienia wynosiła 32 osoby/km² (wśród 747 gmin Limousin Saint-Bonnet-la-Rivière plasuje się na 339. miejscu pod względem liczby ludności, natomiast pod względem powierzchni na miejscu 551.).